# Marc Bircham
Marc Bircham, né le 11 mai 1978 à Wembley dans la banlieue de Londres, est un joueur international canadien de soccer, qui évolue au poste de défenseur, reconverti entraîneur.

## Biographie

### Carrière en club
Natif de Londres, Marc Bircham signe son premier contrat professionnel avec Millwall en août 1996. Le 11 janvier 1997, il fait ses débuts professionnel en Second Division contre Preston North End (victoire 3-2). Le 18 janvier, lors de son deuxième match, contre Stockport County, il reçoit son premier carton rouge. Le 22 août 1999, il marque finalement son premier but en professionnel en Second Division contre Stoke City, lors d'une défaite 3-1. Lors de la saison 2000-2001, il remporte le championnat de troisième division, et son club est promu en deuxième division. La saison suivante, il réalise ses débuts en First Division face à Birmingham City le 19 août 2001.
Après six saisons à Millwall, il rejoint les Queens Park Rangers, où il devient l'un des favoris des supporters. Le 10 août 2002, il fait ses débuts en Second Division face à Chesterfield (victoire 3-1). Le 21 décembre, il inscrit son premier but avec les QPR face à Brentford (1-1). Pour la saison 2004-2005, il fait son retour en deuxième division, et inscrit son premier but en Championship contre Nottingham Forest le 30 avril 2005 (victoire 2-1).
Le 10 juillet 2007, il rejoint Yeovil Town. Le 29 décembre 2007, il réalise ses débuts en League One contre Brighton & Hove Albion (victoire 2-1). Le 2 septembre 2008, il inscrit son premier but et son unique but avec Yeovil contre Brentford, lors du Football League Trophy (2-2). Après une série de blessures à la cheville durant de la saison 2008-2009, il annonce qu'il prend sa retraite en janvier 2009,.

### Carrière internationale
Marc Bircham obtient la nationalité canadienne, car il a un grand-père canadien, né à Winnipeg,. Le 27 avril 1999, il honore sa première sélection avec le Canada face à l'Irlande du Nord. Lors de ce match, il entre à la 59e minute de la rencontre, à la place de Davide Xausa. Il se distingue en marquant son seul but en sélection à la 67e minute de la rencontre. La rencontre se solde par un match nul de 1-1.
En mai 2001, il fait partie des 22 appelés par le sélectionneur national Holger Osieck pour la Coupe des confédérations 2001. Lors de cette compétition organisée en Corée du Sud et au Japon, il ne joue aucune rencontre. Avec un bilan d'un match nul et deux défaites, le Canada est éliminée dès le premier tour. Il joue son dernier match avec le Canada le 16 juin 2004, lors des éliminatoires de la Coupe du monde de 2006 contre le Belize (victoire 4-0).
Marc Bircham compte 17 sélections (dont 14 en tant que titulaire), un but et trois passes décisives avec l'équipe du Canada entre 1999 et 2004.

## Palmarès
- Avec  Millwall FC
  - Champion d'Angleterre de Second Division en 2001

## Statistiques

### Statistiques détaillées
| Saison                | Club                  | Championnat           | Championnat | Championnat | Coupe nationale | Coupe nationale | Coupe de la Ligue | Coupe de la Ligue | Autres compétitions | Autres compétitions | Autres compétitions | Canada | Canada | Total | Total |
| Saison                | Club                  | Division              | M.          | B.          | M.              | B.              | M.                | B.                | Comp.               | M.                  | B.                  | M.     | B.     | M.    | B.    |
| 1996-1997             | Millwall FC           | Second Division       | 6           | 0           | 0               | 0               | 0                 | 0                 | -                   | -                   | -                   | -      | -      | 6     | 0     |
| 1997-1998             | Millwall FC           | Second Division       | 4           | 0           | 1               | 0               | 0                 | 0                 | FLT                 | 2                   | 0                   | -      | -      | 7     | 0     |
| 1998-1999             | Millwall FC           | Second Division       | 28          | 0           | 1               | 0               | 1                 | 0                 | FLT                 | 2                   | 0                   | 6      | 1      | 38    | 1     |
| 1999-2000             | Millwall FC           | Second Division       | 22          | 1           | 1               | 0               | 2                 | 0                 | PO                  | 0                   | 0                   | 4      | 0      | 29    | 1     |
| 2000-2001             | Millwall FC           | Second Division       | 20          | 2           | 3               | 1               | 1                 | 0                 | FLT                 | 2                   | 0                   | 3      | 0      | 29    | 3     |
| 2001-2002             | Millwall FC           | First Division        | 24          | 0           | 1               | 0               | 0                 | 0                 | PO                  | 0                   | 0                   | -      | -      | 25    | 0     |
| Sous-total            | Sous-total            | Sous-total            | 104         | 3           | 7               | 1               | 4                 | 0                 | -                   | 6                   | 0                   | 13     | 1      | 134   | 5     |
| 2002-2003             | Queens Park Rangers   | Second Division       | 36          | 2           | 2               | 0               | 0                 | 0                 | PO                  | 3                   | 0                   | -      | -      | 41    | 2     |
| 2003-2004             | Queens Park Rangers   | Second Division       | 38          | 2           | 0               | 0               | 3                 | 0                 | FLT                 | 2                   | 0                   | 4      | 0      | 47    | 2     |
| 2004-2005             | Queens Park Rangers   | Championship          | 35          | 1           | 0               | 0               | 1                 | 0                 | -                   | -                   | -                   | -      | -      | 36    | 1     |
| 2005-2006             | Queens Park Rangers   | Championship          | 26          | 2           | 0               | 0               | 1                 | 0                 | -                   | -                   | -                   | -      | -      | 27    | 2     |
| 2006-2007             | Queens Park Rangers   | Championship          | 17          | 0           | 1               | 0               | 2                 | 0                 | -                   | -                   | -                   | -      | -      | 20    | 0     |
| Sous-total            | Sous-total            | Sous-total            | 152         | 7           | 3               | 0               | 7                 | 0                 | -                   | 5                   | 0                   | 4      | 0      | 171   | 7     |
| 2007-2008             | Yeovil Town           | League One            | 13          | 0           | 0               | 0               | 0                 | 0                 | -                   | -                   | -                   | -      | -      | 13    | 0     |
| 2008-2009             | Yeovil Town           | League One            | 3           | 0           | 0               | 0               | 1                 | 0                 | FLT                 | 1                   | 1                   | -      | -      | 5     | 1     |
| Sous-total            | Sous-total            | Sous-total            | 16          | 0           | 0               | 0               | 1                 | 0                 | -                   | 1                   | 1                   | -      | -      | 18    | 1     |
| Total sur la carrière | Total sur la carrière | Total sur la carrière | 272         | 10          | 10              | 1               | 12                | 0                 | -                   | 12                  | 1                   | 17     | 1      | 323   | 13    |